# (58578) Žídek
(58578) Žídek (1997 SP2) – planetoida z grupy pasa głównego asteroid okrążająca Słońce w ciągu 3 lat i 228 dni w średniej odległości 2,36 j.a. Została odkryta 24 września 1997 roku w Ondrejovie przez Lenkę Šarounovą.